# كأس جمهورية أيرلندا 1921–22
كأس جمهورية أيرلندا 1921–22 (بالإنجليزية: 1921–22 FAI Cup)‏ هو الموسم 1 من كأس جمهورية أيرلندا. أقيم خلال الفترة 21 يناير 1922 وحتى 8 أبريل 1922، وأشرف على تنظيمه اتحاد أيرلندا لكرة القدم، وكان عدد الأندية المشاركة فيه 11، وفاز فيه St James's Gate F.C. ‏.